# Шапошников, Акиндин Иванович
Анкиндин Иванович Шапошников (1880, Верх-Уба — 2 сентября 1937, Барнаул, Западно-Сибирский край) — русский политик, журналист; депутат Учредительного Собрания.

## Биография
Родился в 1880 г. в с. Верх-Убинское (ныне — Шемонаихинский район Восточно-Казахстанской области), в крестьянской семье. Получил незаконченное высшее образование. В 1911—1918 гг. (с перерывами) редактировал барнаульскую газету «Жизнь Алтая». В 1911 году трижды был оштрафован за публикации в газете статей, «порочащих действия правительства». Февральскую революцию встретил с одобрением. В марте 1917 г. вступил в партию эсеров, вошёл в состав руководства городской парторганизации, избирался гласным городской думы, председателем Барнаульского уездного совета крестьянских депутатов, членом Всероссийского учредительного собрания. Октябрьскую Социалистическую революцию осудил как незаконный переворот, был потрясён разгоном Учредительного собрания. В июне 1918 г., после свержения Советской власти на Алтае, стал членом Алтайского губернского административного комитета, вскоре как член Учредительного собрания был введён в Состав Сибирской областной думы. В августе 1918 г. участвовал в заседаниях комитета членов Учредительного собрания Комуч. В сентябре участвовал в работе Государственного совещания в Уфе, на котором было избрано Временное российское правительство (Директория). Позже от политики отошёл, работал инструктором Алтайского губернского союза кооперативов, заведующим подотделением единой трудовой школы губернского отдела народного образования. В конце 1920 г. по подозрению в контрреволюционной деятельности был арестован ГубЧК, через два месяца освобождён за отсутствием улик. В 1922 г. вновь арестован как член партии эсеров, освобождён после того, как через газету «Красный Алтай» отрёкся от партии и дал обещание «честно работать в условиях Советской власти».
Преподавал математику в 42-й барнаульской школе, по месту работы характеризовался положительно. 29 июня 1937 г. был вновь арестован, на допросе «признался» в принадлежности к «кадетско-монархистской организации». 22 августа 1937 г. постановлением «тройки» управления НКВД по Западно-Сибирскому краю Шапошников был приговорён к расстрелу. Приговор был приведён в исполнение 2 сентября в Барнауле. Реабилитирован в 1959 г.